# الحيد الابيض (السوادية)

تعديل مصدري - تعديل

الحيد الأبيض هي إحدى قرى عزلة ال حسن بمديرية السوادية التابعة لمحافظة البيضاء، بلغ تعداد سكانها 172 نسمة حسب تعداد اليمن لعام 2004.